# Viviès
Pour les articles homonymes, voir Viviès (homonymie).
Viviès (Vivièrs en occitan languedocien) est une commune française située dans le département de l'Ariège, en région Occitanie. Sur le plan historique et culturel, la commune fait partie du pays d'Olmes, haut lieu de la tragédie cathare alliant des paysages d'une extrême diversité.
Exposée à un climat océanique altéré, elle est drainée par divers petits cours d'eau. La commune possède un patrimoine naturel remarquable composé de deux zones naturelles d'intérêt écologique, faunistique et floristique.
Viviès est une commune rurale qui compte 156 habitants en 2022, après avoir connu une forte hausse de la population depuis 1975. Elle fait partie de l'aire d'attraction de Pamiers. Ses habitants sont appelés les Viviésois ou Viviésoises.
Le patrimoine architectural de la commune comprend un immeuble protégé au titre des monuments historiques : le château de Gargas, inscrit en 1997 puis classé en 1998.

## Géographie

### Localisation
Commune du piémont pyrénéen située entre Pamiers et Mirepoix.

### Communes limitrophes
Les communes limitrophes sont  Dun, Rieucros, Tourtrol et Vira.
| Rieucros |        |          |
|          | Viviès | Tourtrol |
| Vira     | Dun    |          |

### Géologie et relief
La commune est située dans le Bassin aquitain, le deuxième plus grand bassin sédimentaire de la France après le Bassin parisien, certaines parties étant recouvertes par des formations superficielles. Les terrains affleurants sur le territoire communal sont constitués de roches sédimentaires datant du Cénozoïque, l'ère géologique la plus récente sur l'échelle des temps géologiques, débutant il y a 66 millions d'années. La structure détaillée des couches affleurantes est décrite dans la feuille « n°1057 - Pamiers » de la carte géologique harmonisée au 1/50 000ème du département de l'Ariège, et sa notice associée.
La superficie cadastrale de la commune publiée par l’Insee, qui sert de références dans toutes les statistiques, est de 4,40 km2,. La superficie géographique, issue de la BD Topo, composante du Référentiel à grande échelle produit par l'IGN, est quant à elle de 4,42 km2. L'altitude du territoire varie entre 291 m et 476 m.

### Hydrographie

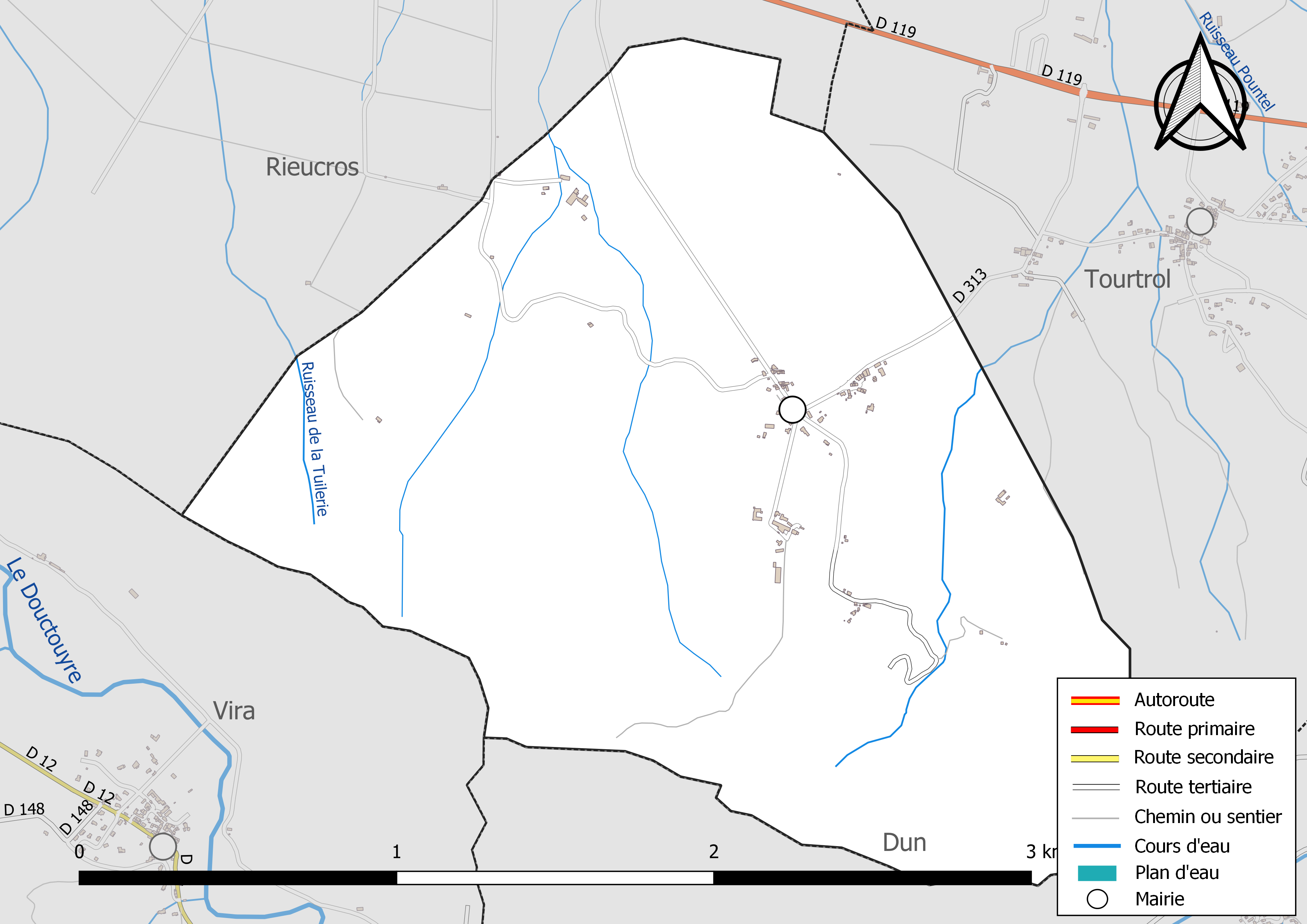
Réseaux hydrographique et routier de Viviès.

La commune est dans le bassin versant de la Garonne, au sein du bassin hydrographique Adour-Garonne. Elle est drainée par le ruisseau de la Tuilerie et par un petit cours d'eau, constituant un réseau hydrographique de 2 km de longueur totale,.

### Climat
Pour des articles plus généraux, voir Climat de l'Occitanie et Climat de l'Ariège.
En 2010, le climat de la commune est de type climat méditerranéen altéré, selon une étude s'appuyant sur une série de données couvrant la période 1971-2000. En 2020, Météo-France publie une typologie des climats de la France métropolitaine dans laquelle la commune est exposée à un climat de montagne et est dans la région climatique Pyrénées centrales, caractérisée par une pluviométrie annuelle de 1 000 à 1 200 mm.
Pour la période 1971-2000, la température annuelle moyenne est de 12,9 °C, avec  une amplitude thermique annuelle de 16 °C. Le cumul annuel moyen de précipitations est de 833 mm, avec 9,9 jours de précipitations en janvier et 5,8 jours en juillet. Pour la période 1991-2020 la température moyenne annuelle observée sur la station météorologique la plus proche, située sur la commune de Roquefort-les-Cascades à 12 km à vol d'oiseau, est de 12,7 °C et le cumul annuel moyen de précipitations est de 1 101,5 mm,. Pour l'avenir, les paramètres climatiques de la commune estimés pour 2050 selon différents scénarios d’émission de gaz à effet de serre sont consultables sur un site dédié publié par Météo-France en novembre 2022.

### Milieux naturels et biodiversité
L’inventaire des zones naturelles d'intérêt écologique, faunistique et floristique (ZNIEFF) a pour objectif de réaliser une couverture des zones les plus intéressantes sur le plan écologique, essentiellement dans la perspective d’améliorer la connaissance du patrimoine naturel national et de fournir aux différents décideurs un outil d’aide à la prise en compte de l’environnement dans l’aménagement du territoire.
Une ZNIEFF de type 1 est recensée sur la commune :
les « coteaux secs, vallons et collines de l'ouest du bas pays d'Olmes » (6 664 ha), couvrant 19 communes du département et une ZNIEFF de type 2, : 
les « coteaux du Palassou » (26 749 ha), couvrant 48 communes dont 43 dans l'Ariège et 5 dans l'Aude.

Carte des ZNIEFF de type 1 et 2 à Viviès.
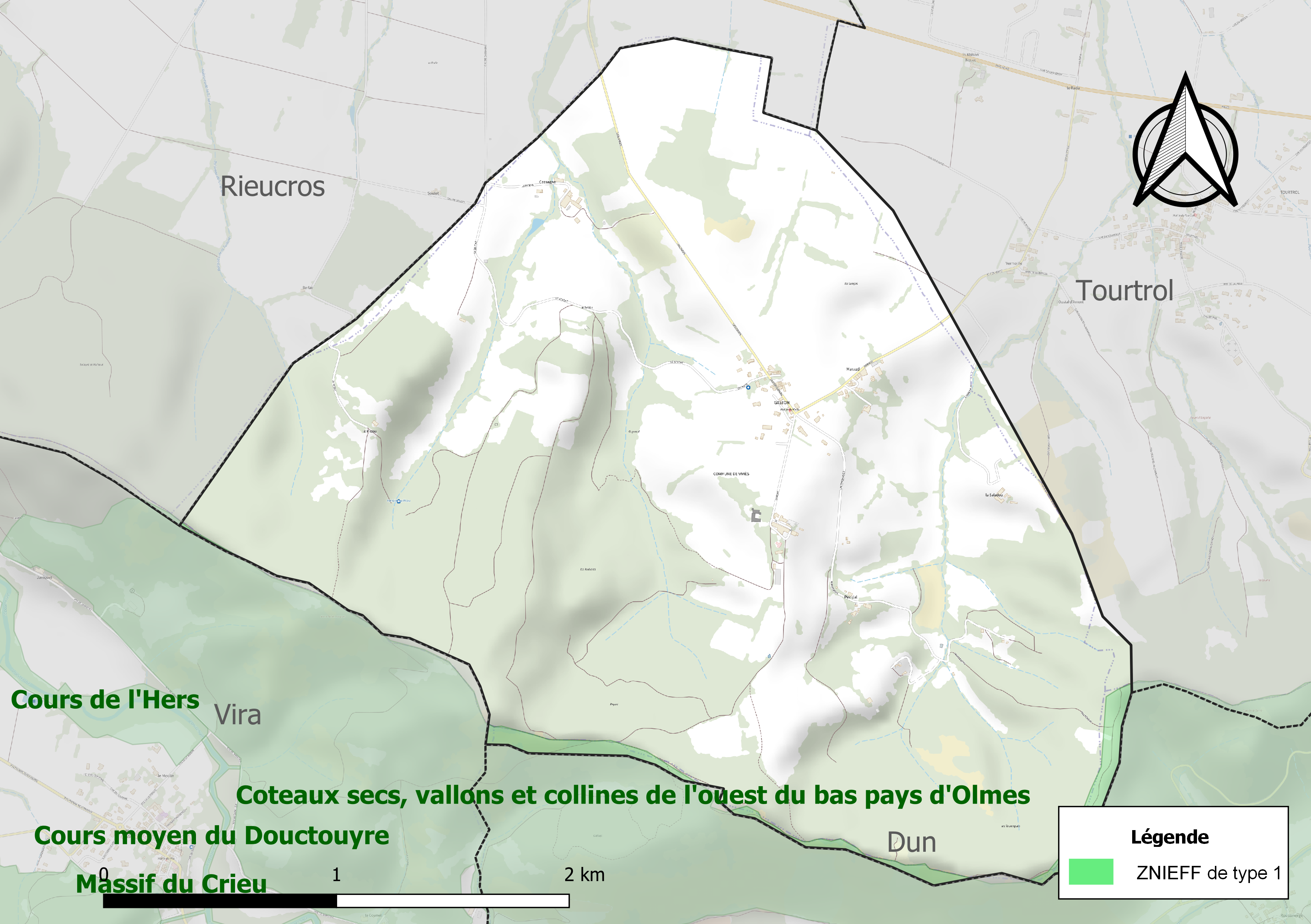
Carte de la ZNIEFF de type 1 sur la commune.
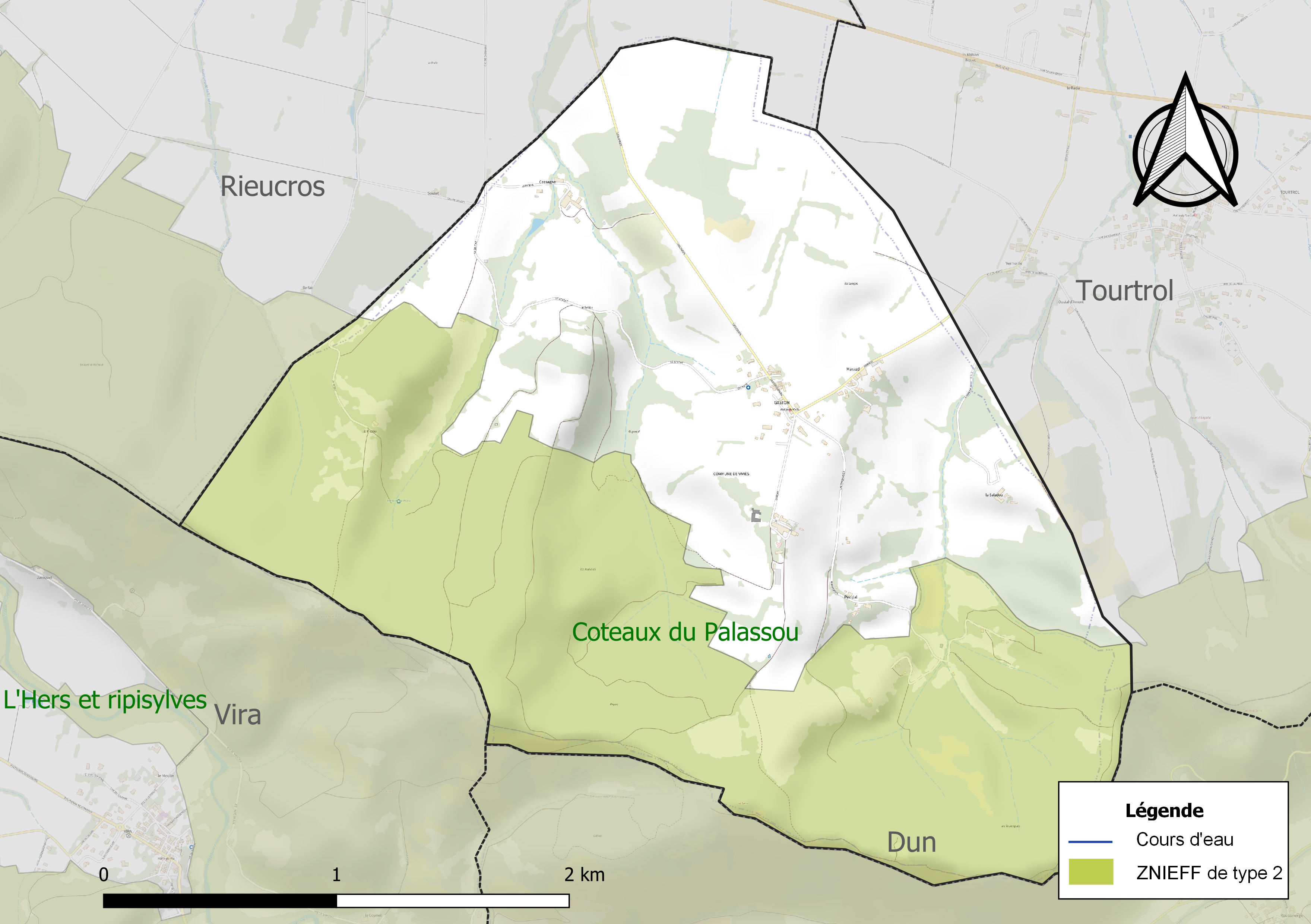
Carte de la ZNIEFF de type 2 sur la commune.

## Urbanisme

### Typologie
Au 1er janvier 2024, Viviès est catégorisée commune rurale à habitat dispersé, selon la nouvelle grille communale de densité à 7 niveaux définie par l'Insee en 2022.
Elle est située hors unité urbaine. Par ailleurs la commune fait partie de l'aire d'attraction de Pamiers, dont elle est une commune de la couronne,. Cette aire, qui regroupe 52 communes, est catégorisée dans les aires de moins de 50 000 habitants,.

### Occupation des sols

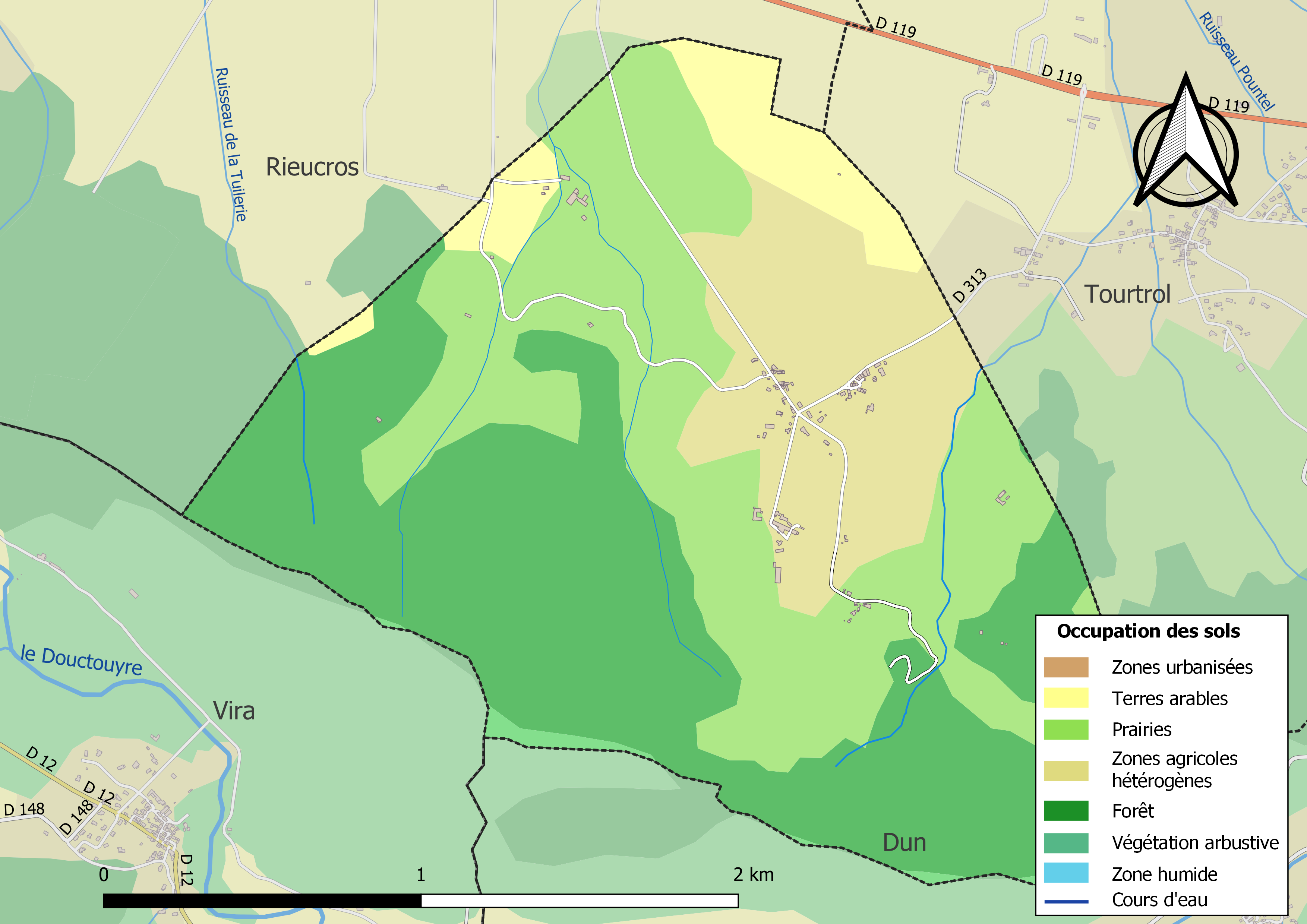
Carte des infrastructures et de l'occupation des sols de la commune en 2018 (CLC).

L'occupation des sols de la commune, telle qu'elle ressort de la base de données européenne d’occupation biophysique des sols Corine Land Cover (CLC), est marquée par l'importance des territoires agricoles (56,6 % en 2018), une proportion identique à celle de 1990 (56,6 %). La répartition détaillée en 2018 est la suivante : 
forêts (43,1 %), prairies (34,3 %), zones agricoles hétérogènes (17,1 %), terres arables (5,2 %), milieux à végétation arbustive et/ou herbacée (0,3 %). L'évolution de l’occupation des sols de la commune et de ses infrastructures peut être observée sur les différentes représentations cartographiques du territoire : la carte de Cassini (XVIIIe siècle), la carte d'état-major (1820-1866) et les cartes ou photos aériennes de l'IGN pour la période actuelle (1950 à aujourd'hui).

### Hameaux et lieux dits
Cassagne,Place Gaston, Gargas, Lassaladou,Place de Maraud, Pévival, le Picou, ancien hameau du Soldat, lieu dit de la plaine, lieu dit de l'Hermitage

### Habitat et logement
En 2018, le nombre total de logements dans la commune était de 56, alors qu'il était de 55 en 2013 et de 44 en 2008.
Parmi ces logements, 92,3 % étaient des résidences principales, 3,9 % des résidences secondaires et 3,9 % des logements vacants. Ces logements étaient pour 93,4 % d'entre eux des maisons individuelles et pour 3,3 % des appartements.
Le tableau ci-dessous présente la typologie des logements à Viviès en 2018 en comparaison avec celle de l'Ariège et de la France entière. Une caractéristique marquante du parc de logements est ainsi une proportion de résidences secondaires et logements occasionnels (3,9 %) inférieure à celle du département (24,6 %) mais supérieure à celle de la France entière (9,7 %). Concernant le statut d'occupation de ces logements, 75 % des habitants de la commune sont propriétaires de leur logement (79,2 % en 2013), contre 66,3 % pour l'Ariège et 57,5 % pour la France entière.
| Typologie                                               | Viviès | Ariège | France entière |
| ------------------------------------------------------- | ------ | ------ | -------------- |
| Résidences principales (en %)                           | 92,3   | 65,7   | 82,1           |
| Résidences secondaires et logements occasionnels (en %) | 3,9    | 24,6   | 9,7            |
| Logements vacants (en %)                                | 3,9    | 9,7    | 8,2            |

### Risques majeurs
Le territoire de la commune de Viviès est vulnérable à différents aléas naturels : inondations, climatiques (grand froid ou canicule), feux de forêts, mouvements de terrains et séisme (sismicité faible). Il est également exposé à un risque technologique, le transport de matières dangereuses,.

#### Risques naturels

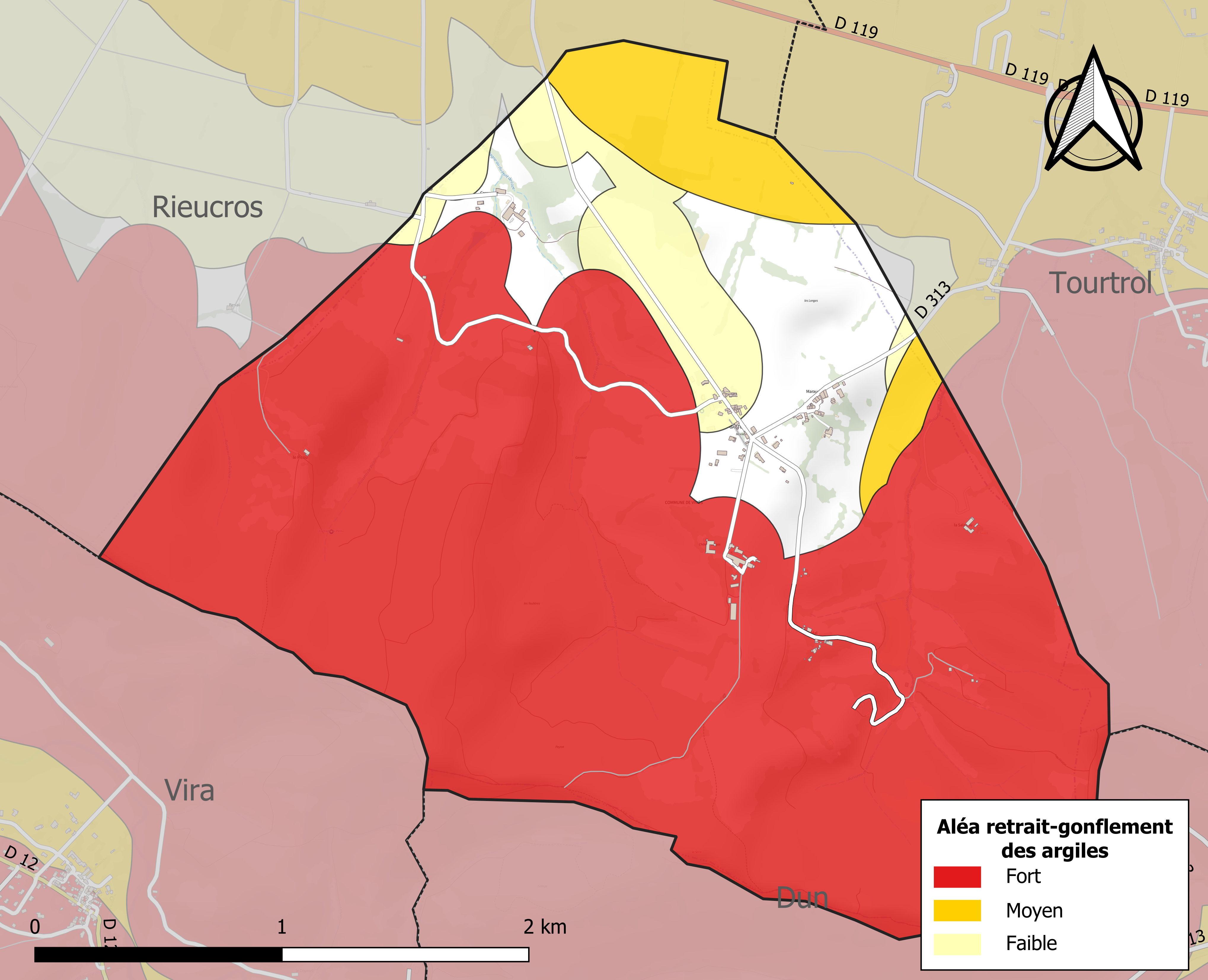
Zonage de l'aléa retrait-gonflement des argiles sur la commune de Viviès.

Certaines parties du territoire communal sont susceptibles d’être affectées par le risque d’inondation par crue torrentielle d'un cours d'eau, ou ruissellement d'un versant.
Les mouvements de terrains susceptibles de se produire sur la commune sont soit des glissements de terrains soit des mouvements liés au retrait-gonflement des argiles. Près de 50 % de la superficie du département est concernée par l'aléa retrait-gonflement des argiles, dont la commune de Viviès. L'inventaire national des cavités souterraines permet par ailleurs de localiser celles situées sur la commune.
Près de 50 % de la superficie du département est concernée par l'aléa retrait-gonflement des argiles, dont la commune de Viviès. L'inventaire national des cavités souterraines permet par ailleurs de localiser celles situées sur la commune.

#### Risques technologiques
Le risque de transport de matières dangereuses par une infrastructure routière ou ferroviaire ou par une canalisation de transport de gaz concerne la commune. Un accident se produisant sur une telle infrastructure est en effet susceptible d’avoir des effets graves au bâti ou aux personnes jusqu’à 350 m, selon la nature du matériau transporté. Des dispositions d’urbanisme peuvent être préconisées en conséquence.

## Toponymie
Du latin vivarium (« vivier »).
Viviès vient du mot vivier étant donné que c'est un lieu humide, il comporte de nombreuses nappes phréatiques et de nombreux puits.
A l'époque il y avait aussi des mares notamment sur la place de Gaston ainsi que celle de Maraud.

## Histoire
C'est à la fin du XIIIe siècle que l'on aperçoit la première mention du château et de son domaine, à l'époque nommé « Villa Vivieriis » lors du partage des biens de Gui III de Lévis-Mirepoix, la famille le garde jusqu'en 1412 quand Roger Bernard de Lévis-Mirepoix le lègue à son noble écuyer Arnaud d'Armagnac.
En 1456, Gaston III de Foix-Béarn octroie à Jean de Roquefort, son grand et fidèle conseiller ainsi que juge mage du comté de Foix, le quart de la tour de Viviès avec ses dépendances. Jean de Roquefort achète à Barthélémy Ysalguier, seigneur d'Auterive, pour 320 écus d'or et le reste en vente publique des biens du défunt Jean du Falgar à Toulouse. Pour remercier Gaston de Foix, Jean de Roquefort nomma la place et le hameau principal du village « Gaston ».
À la mort de Jean de Roquefort, le château ainsi que ses dépendances revinrent à son fils aîné Jean en 1473.
En 1592, après le décès de François Étienne de Roquefort, un des descendants de Jean de Roquefort, un procès s'éleva pour savoir qui serait l'héritier de la seigneurie de Viviès.
C'est Jean Mathieu de Rochefort, un lointain cousin, qui en hérite en 1599.
C'est ensuite Pierre Dutraud qui obtient le château ; il est le mari de Marguerite de Rochefort.
C'est en 1710 que le nom de Rochefort disparaît de la seigneurie de Viviès après la mort de François de Rochefort.
Le château appartiendra ensuite à la famille Johannis de Gargas, une noble famille toulousaine. Dans les années 1760, le dernier membre de cette famille, Jean baptiste de Johannis de Gargas meurt en 1854 et sa tombe se trouve encore au cimetière du village, c'est la plus ancienne.
Les familles se succédèrent jusque dans les années 1910 avec l'installation des Martel de Massilian et puis enfin les Trapier.
Le 22 juin 1883, un homme du village, Pierre Amouroux, promit à la commune de lui vendre une part de terrain au hameau de Gaston pour la construction de l'école et son appartement. Malheureusement, cet homme était illettré et il fit faire les papiers par un témoin mais les preuves de son consentement n'étaient pas suffisantes. Il mourut peu avant de finir les papiers. Des agents se mirent alors en quête d'héritiers. Le fils de Pierre Amouroux, Bernard, qui était limonadier à Carcassonne fit faillite et partit en tant que meunier au Sénégal et mourut peu après. Sa veuve était enfermée à la maison d'aliénation de Limoux. La fille de Pierre Amouroux, Élise, étant décédée, les seuls héritiers furent son veuf et sa fille mais ces derniers avaient disparu. La commune ne sachant pas comment faire, ils déclarent le projet de construction de l'école d'utilité publique. La commune acquiert le terrain par voie d'expropriation et le premier instituteur fut M. Maris en 1888.
Le village était bien plus attractif dans les années 1900, il comptait trois fournils au hameau de Gaston ainsi qu'une fontaine et des lavoirs, il y avait un fournil et une épicerie ainsi qu'un menuisier, et un four et un boulanger à Pevidal ainsi qu'une fontaine, un lavoir et un bistrot. Au Picou se trouvait une épicerie et un lavoir avec une source qui servait pour les habitants du Soldat et de l'Hermitage.
Les origines des noms des hameaux :
- Le Picou se nomme ainsi puisqu'il se trouve sur un pic en hauteur, pour y parvenir il faut monter une route sinueuse ;
- La place de Maraud tient son nom de la famille Maraud dont les plus anciens membres seraient Raymond et Lisette Maraud, il était brassier et a vécu au XVIIe siècle ;
- Le hameau de Pévidal serait assimilé à la famille Vidal originaire de ce même lieu.
Dans les années 1910, il n'y avait plus de curé à Viviès ; celui de Tourtrol s'occupait des deux villages, l'ancien presbytère se retrouva vide et le conseil municipal décida d'abord d'y faire installer l'instituteur et puis finalement d'aménager le salon en salle de mairie et de faire du reste de la maison un bien locatif dont les revenus seraient pour la commune. C'est dans les années 1980 que la grange de l'ancien presbytère fut aménagée en mairie.
Les chemins vicinaux datent des années 1900 et ont ensuite été réaménagés à l'arrivée massive des première automobiles puisqu'ils étaient praticables seulement en charrettes, il y avait des arbres sur la route qui ont dû être abattus.

## Politique et administration

### Découpage territorial
La commune de Viviès est membre de la communauté de communes du Pays de Mirepoix, un établissement public de coopération intercommunale (EPCI) à fiscalité propre créé le 31 décembre 2013 dont le siège est à Mirepoix. Ce dernier est par ailleurs membre d'autres groupements intercommunaux.
Sur le plan administratif, elle est rattachée à l'arrondissement de Pamiers, au département de l'Ariège, en tant que circonscription administrative de l'État, et à la région Occitanie.
Sur le plan électoral, elle dépend du canton de Mirepoix pour l'élection des conseillers départementaux, depuis le redécoupage cantonal de 2014 entré en vigueur en 2015, et de la deuxième circonscription de l'Ariège  pour les élections législatives, depuis le redécoupage électoral de 1986.

### Liste des maires
| Période                                  | Période  | Identité      | Étiquette | Qualité |
| ---------------------------------------- | -------- | ------------- | --------- | ------- |
| mars 2001                                | 2014     | Gilbert Avril |           |         |
| mars 2014                                | En cours | René Dedieu   |           |         |
| Les données manquantes sont à compléter. |          |               |           |         |

## Démographie
| 1793 | 1800 | 1806 | 1821 | 1831 | 1836 | 1841 | 1846 | 1851 |
| ---- | ---- | ---- | ---- | ---- | ---- | ---- | ---- | ---- |
| 130  | 149  | 158  | 150  | 132  | 172  | 198  | 188  | 177  |

| 1856 | 1861 | 1866 | 1872 | 1876 | 1881 | 1886 | 1891 | 1896 |
| ---- | ---- | ---- | ---- | ---- | ---- | ---- | ---- | ---- |
| 171  | 179  | 166  | 154  | 155  | 156  | 139  | 123  | 134  |

| 1901 | 1906 | 1911 | 1921 | 1926 | 1931 | 1936 | 1946 | 1954 |
| ---- | ---- | ---- | ---- | ---- | ---- | ---- | ---- | ---- |
| 113  | 114  | 113  | 89   | 86   | 74   | 78   | 73   | 58   |

| 1962 | 1968 | 1975 | 1982 | 1990 | 1999 | 2004 | 2006 | 2009 |
| ---- | ---- | ---- | ---- | ---- | ---- | ---- | ---- | ---- |
| 66   | 59   | 56   | 63   | 62   | 84   | 94   | 96   | 120  |

| 2014 | 2019 | 2022 | - | - | - | - | - | - |
| ---- | ---- | ---- | - | - | - | - | - | - |
| 119  | 146  | 156  | - | - | - | - | - | - |

## Économie

### Emploi
| Division       | 2008  | 2013   | 2018   |
| -------------- | ----- | ------ | ------ |
| Commune        | 6,6 % | 21,1 % | 12,3 % |
| Département    | 8,9 % | 11,1 % | 11,2 % |
| France entière | 8,3 % | 10 %   | 10 %   |

En 2018, la population âgée de 15 à 64 ans s'élève à 75 personnes, parmi lesquelles on compte 76,5 % d'actifs (64,2 % ayant un emploi et 12,3 % de chômeurs) et 23,5 % d'inactifs,. En  2018, le taux de chômage communal (au sens du recensement) des 15-64 ans est supérieur à celui du département et de la France, alors qu'en 2008 la situation était inverse.
La commune fait partie de la couronne de l'aire d'attraction de Pamiers, du fait qu'au moins 15 % des actifs travaillent dans le pôle,. Elle compte 7 emplois en 2018, contre 3 en 2013 et 11 en 2008. Le nombre d'actifs ayant un emploi résidant dans la commune est de 49, soit un indicateur de concentration d'emploi de 15,2 % et un taux d'activité parmi les 15 ans ou plus de 59,4 %.
Sur ces 49 actifs de 15 ans ou plus ayant un emploi, 6 travaillent dans la commune, soit 13 % des habitants. Pour se rendre au travail, 96,2 % des habitants utilisent un véhicule personnel ou de fonction à quatre roues, 1,9 % s'y rendent en deux-roues, à vélo ou à pied et 1,9 % n'ont pas besoin de transport (travail au domicile).

### Activités hors agriculture
8 établissements sont implantés  à Viviès au 31 décembre 2019.
Le secteur du commerce de gros et de détail, des transports, de l'hébergement et de la restauration est prépondérant sur la commune puisqu'il représente 37,5 % du nombre total d'établissements de la commune (3 sur les 8 entreprises implantées  à Viviès), contre 27,5 % au niveau départemental.

### Agriculture
|                                   | 1988 | 2000 | 2010 |
| --------------------------------- | ---- | ---- | ---- |
| Exploitations                     | 3    | 6    | 3    |
| Superficie agricole utilisée (ha) | 221  | 302  | 219  |

La commune fait partie de la petite région agricole dénommée « Coteaux de l'Ariège ». En 2010, l'orientation technico-économique de l'agriculture  sur la commune est la polyculture et le polyélevage. Trois exploitations agricoles ayant leur siège dans la commune sont dénombrées lors du recensement agricole de 2010 (trois en 1988). La superficie agricole utilisée est de 219 ha.

## Culture locale et patrimoine

### Lieux et monuments
- Château de Gargas, inscrit et classé partiellement à l'inventaire des Monuments historiques, privé. La seigneurie de Gargas et de Viviès fut aux Lévis-Mirepoix aux XIIIe – XIVe siècles ; en 1412, Roger-Bernard II de Lévis-Mirepoix donna à son fidèle écuyer Arnaud d'Armagnac de Castanet (fils de Pierre) ; il existait d'autres seigneurs, comme les Ysalguier, sgr. d'Auterive (cf. Barthélemy Ysalguier, fils de Jacques II et Jeanne de L'Isle-Jourdain) ; enfin, la famille des juges-mages du comté de Foix Jean Ier et Jean II de Roquefort, fl. au XVe siècle, originaires de Pamiers, liés au comte Gaston et à Charles VII, réunit l'ensemble de la seigneurie. Les Roquefort, devenus les Rochefort, gardèrent Viviès jusqu'à François († 1710), sire de Daumazan et châtelain de Quéribus. En 1710, apparaissent les Salva, suivis en 1760 des Johannis de Gargas jusqu'en 1854[40].
- Église de la Nativité-de-la-Sainte-Vierge.

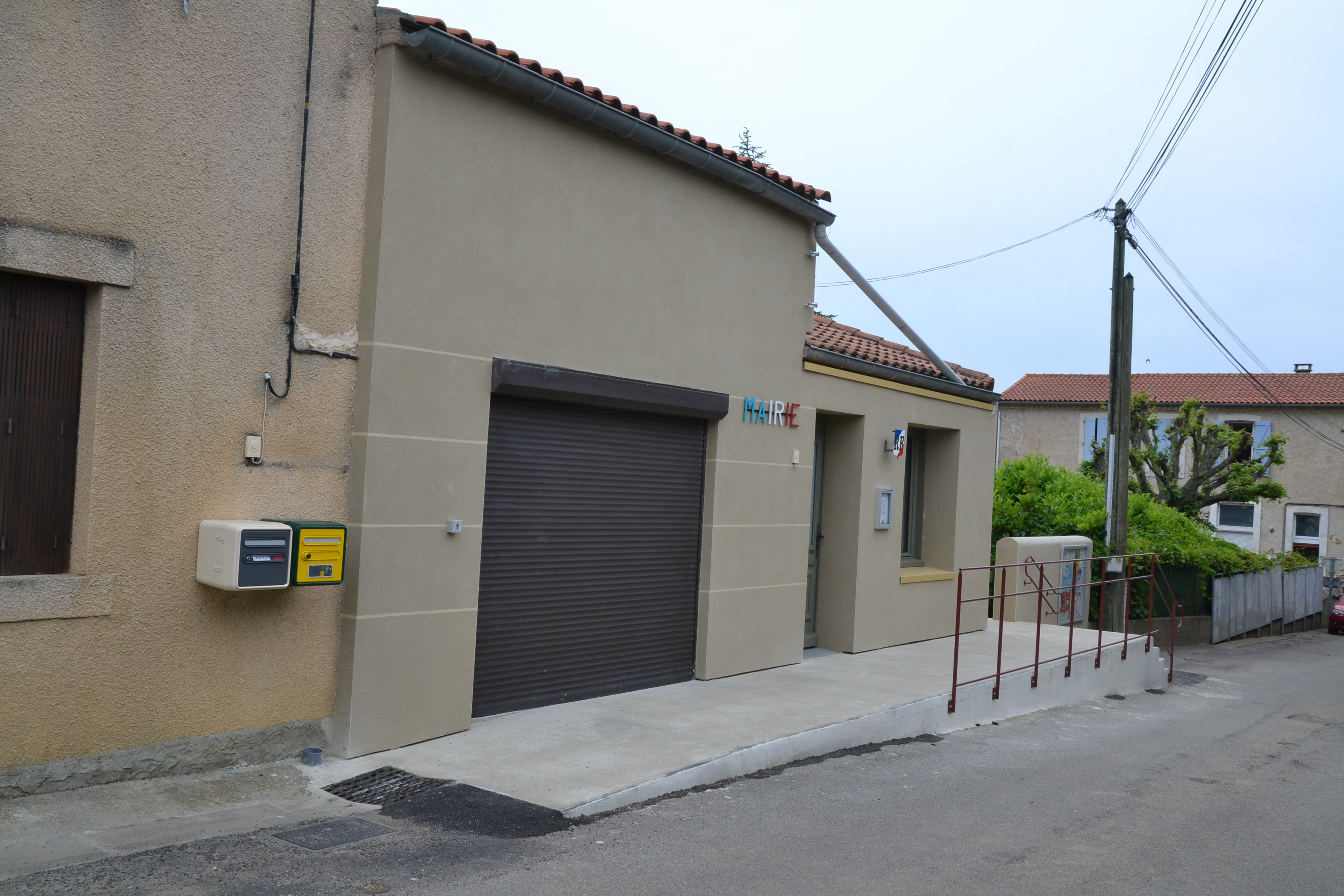
La mairie.
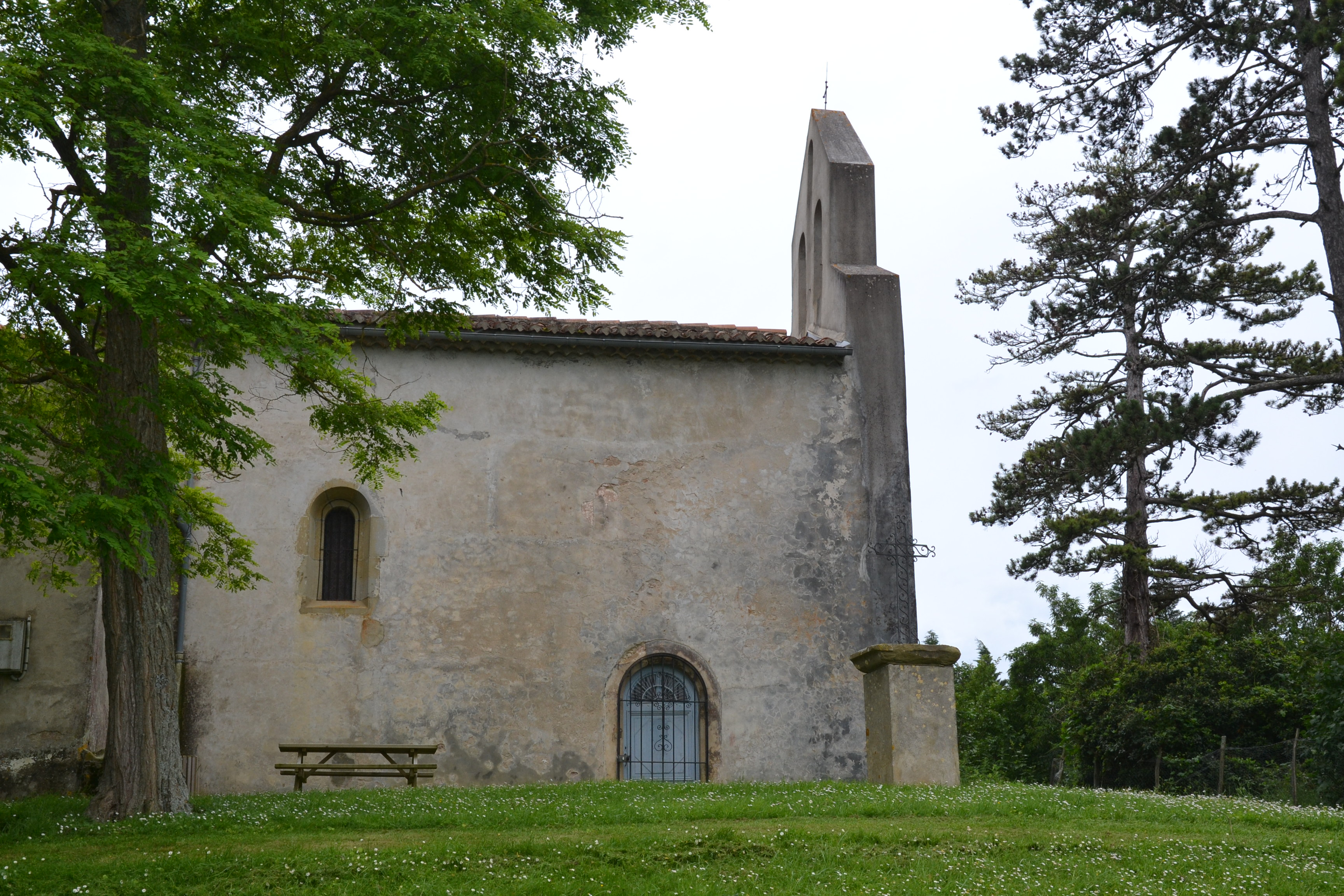
L'église de la Nativité-de-Notre-Dame de Viviès.
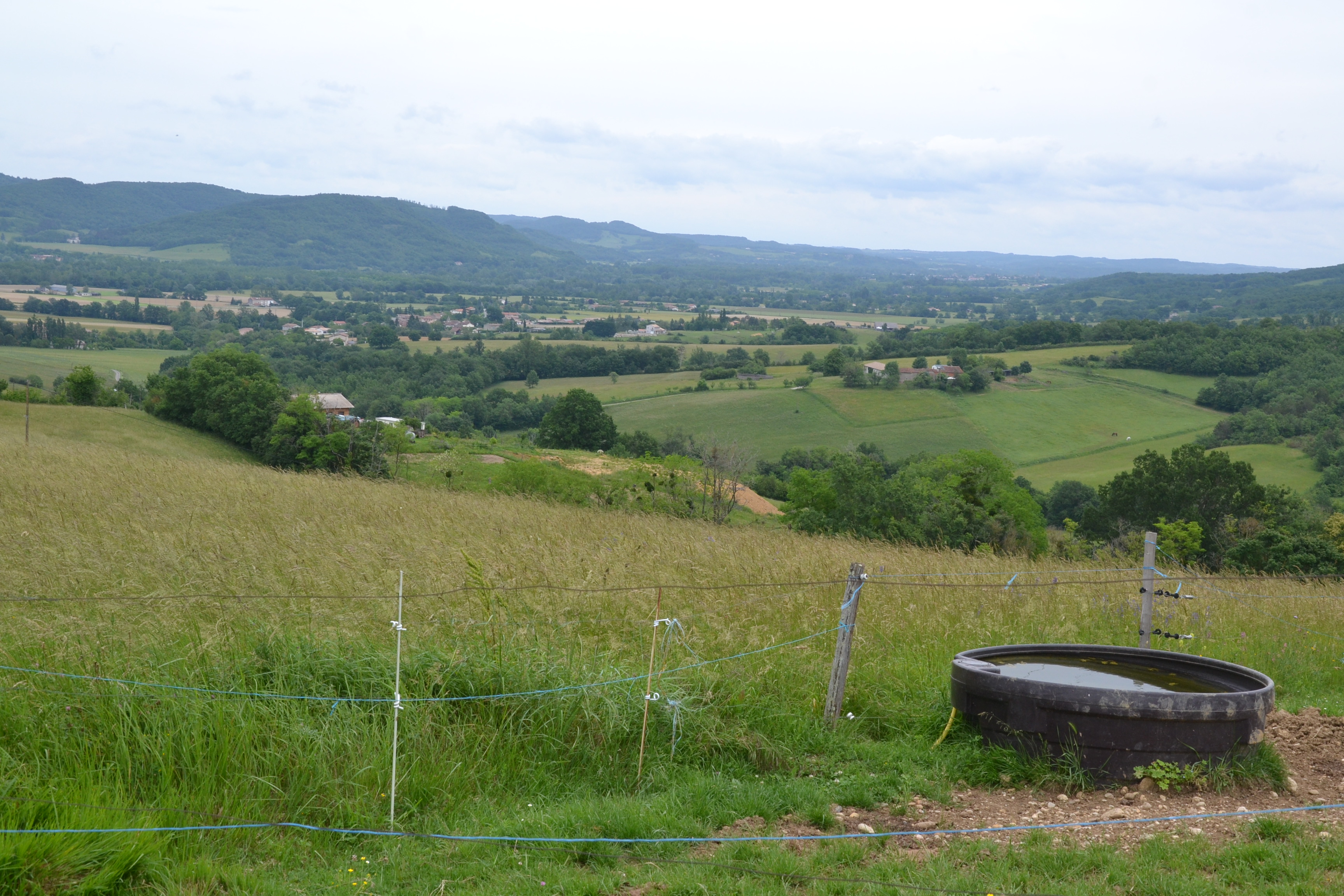
Paysage de la moyenne vallée de l'Hers, près de Viviès.

### Héraldique
| Blason de Viviès | Blason  | De sable, à un pal flamboyant d'or.              |
| Blason de Viviès | Détails | Le statut officiel du blason reste à déterminer. |